# Saint-Martial-Viveyrol
Saint-Martial-Viveyrol is een gemeente in het Franse departement Dordogne (regio Nouvelle-Aquitaine) en telt 230 inwoners (2005). De plaats maakt deel uit van het arrondissement Périgueux.

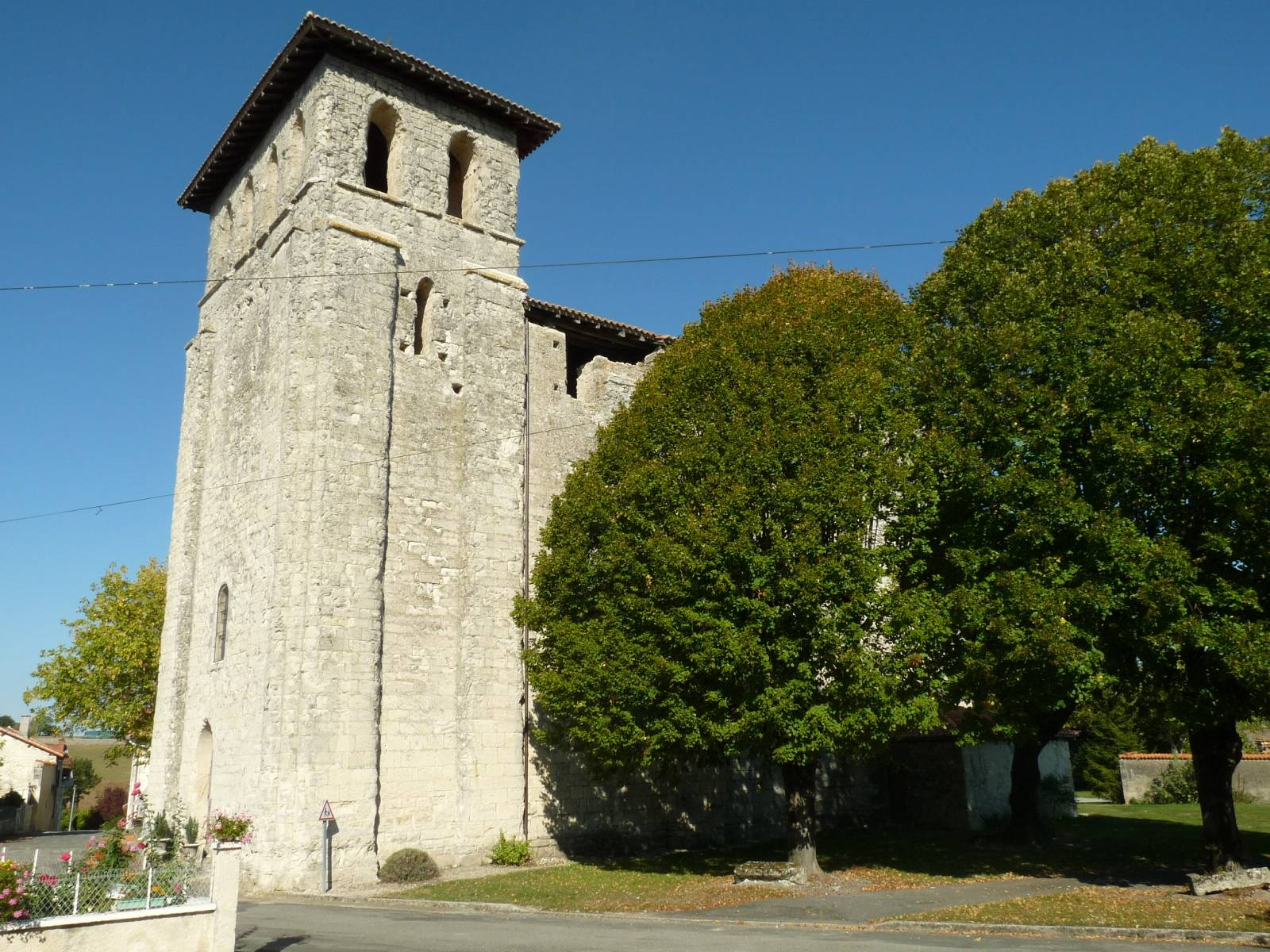
Kerk van Saint-Martial-Viveyrol
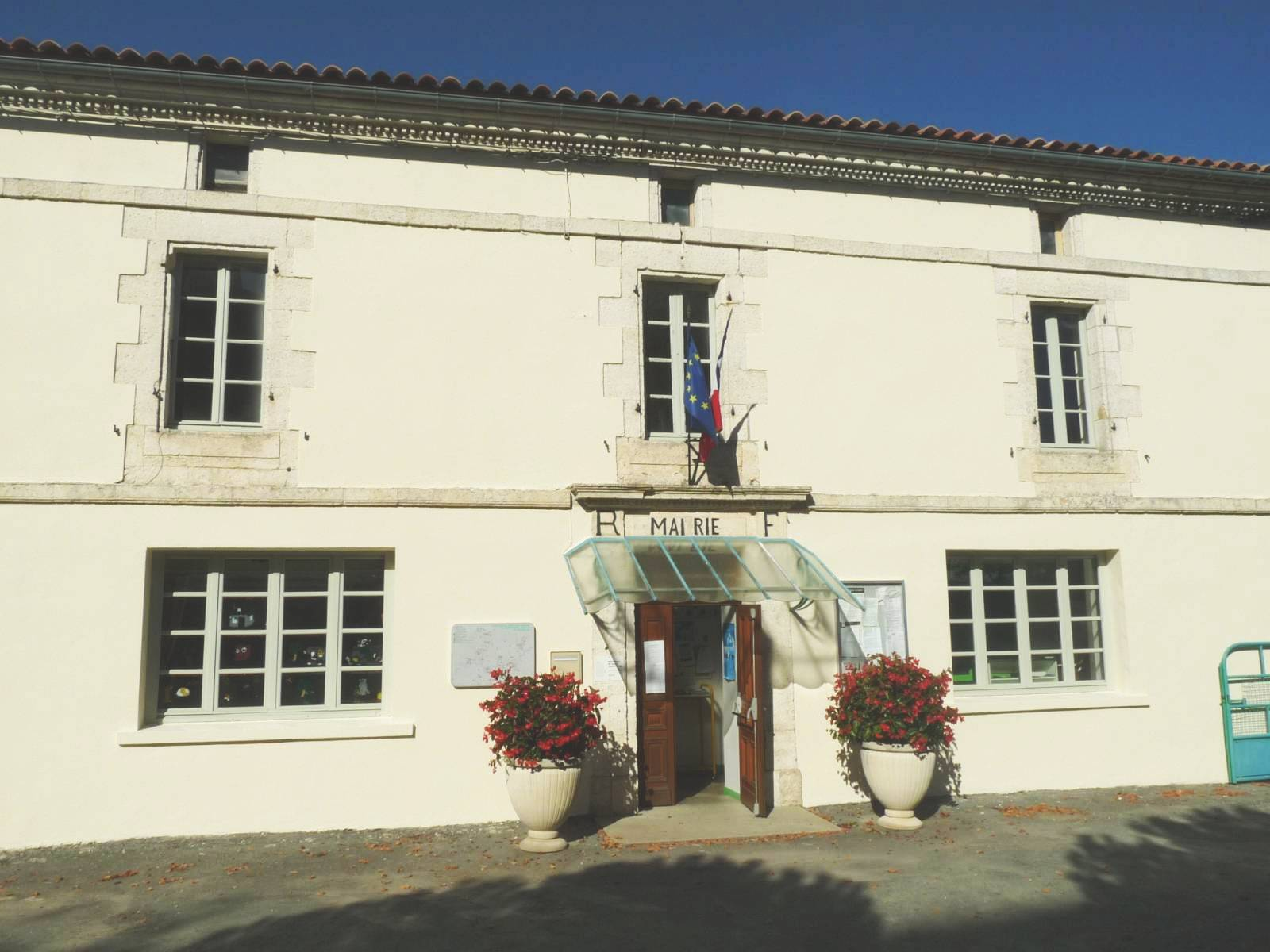
Gemeentehuis

## Geografie
De oppervlakte van Saint-Martial-Viveyrol bedraagt 12,7 km², de bevolkingsdichtheid is 18,1 inwoners per km².
De onderstaande kaart toont de ligging van Saint-Martial-Viveyrol met de belangrijkste infrastructuur en aangrenzende gemeenten.

## Demografie
Onderstaande figuur toont het verloop van het inwonertal (bron: INSEE-tellingen).